# CRギンギラパラダイス 情熱カーニバル
『CRギンギラパラダイス 情熱カーニバル』（シーアールギンギラパラダイス じょうねつカーニバル）は、2014年8月4日に三洋物産から発売されたデジパチタイプのパチンコ。型式名は「CRギンギラパラダイス3」。
2014年8月18日にはミドルタイプが、2015年2月16日には遊パチタイプがそれぞれ発売された。

## 機種一覧
| 名称                                                      | 発売          |
| --------------------------------------------------------- | ------------- |
| CRギンギラパラダイス 情熱カーニバル                       | 2014年8月4日  |
| CRギンギラパラダイス 情熱カーニバル 強ミドル259バージョン | 2014年8月18日 |
| CRAギンギラパラダイス 情熱カーニバル 強99バージョン       | 2015年2月16日 |

## 概要
ギンギラパラダイスシリーズ第3弾。前作『CRギンギラパラダイス2』より4年ぶりの新作で、シリーズ初のV-ST機となっている。
本作よりブラジル及びカーニバルの要素が本格的に取り入れられた。前作の遊パチタイプでは、カーニバルを題材とした楽曲（「キンパラカーニバル」）は搭載されていたが、演出面でのカーニバル要素は存在しなかった。
通常時は左打ちで消化し、大当たりラウンド中や電サポ中は右打ちで消化する。

## 図柄
- 1. タコ
- 2. ハリセンボン
- 3. カメ
- 4. サメ
- 5. エビ
- 6. アンコウ
- 7. シュゴン
- 8. エンゼルフィッシュ
- 9. カニ
- カサゴ

### 大当たり表示とラウンド数
| 型式 | 型式     | SUPER LUCKY           | SUPER LUCKY     | LUCKY         |
| ---- | -------- | --------------------- | --------------- | ------------- |
| XLD  | 上始動口 | 10R確変 12R確変       | 10R確変 12R確変 | 11R通常       |
| XLD  | 下始動口 | 16R確変               | 16R確変         | 4R確変        |
| YLA  | 上始動口 | 10R確変 12R確変       | 10R確変 12R確変 | 11R通常       |
| YLA  | 下始動口 | 16R確変               | 16R確変         | 4R確変        |
| 型式 | 型式     | SPECIAL GINGIRA BONUS | BIG BONUS       | REGULAR BONUS |
| ASA  | 上始動口 | 16R確変               | 8R通常          | 4R通常        |
| ASA  | 下始動口 | 16R確変               | 8R確変          | 4R確変        |

## モード
シンプルモード
シンプルなモード。
海底遺跡モード
ステップアップ予告がメインのモード。
ブラジルモード
ミニキャラによるステップアップ予告とボタンを使用する演出が搭載されたモード。
アクアリウムモード
ギンギラRUSHまたは時短終了後に必ず突入する特殊モード。マックスタイプでは20回、遊パチタイプでは15回となっている。
液晶画面と三面体役物を用いたモードとなっており、専用演出が搭載されている。

## 予告演出
予告なし
リーチ成立直後に演出が起こらないこと。ノーマルリーチ発展濃厚となる。
泡予告
リーチ成立直後に画面下部から泡が発生する演出。スーパーリーチに発展する可能性がある。
大泡予告
リーチ成立直後に画面下部から通常よりも大きな泡が発生する演出。ノーマルリーチ発展濃厚となり、大当たりまたは半コマズレのハズレとなる（半コマズレ停止でも再始動する場合がある）。スーパーリーチに発展した場合は、法則崩れにより大当たり濃厚となる。
魚群予告
リーチ成立直後に画面右側から魚群が通過する演出。期待度が高い演出であり、スーパーリーチ発展濃厚となる。ノーマルリーチに発展した場合は、法則崩れにより大当たり濃厚となる。
ステップアップ予告
海底遺跡モード専用演出。
リーチ成立時に3段階のステップが発生する演出。
ステップ1はリーチ成立して画面下部のタツノオトシゴの石像が泡を出す。
ステップ2はステップ1の泡演出の直後にクラゲが発生する。ステップ2が発生した時点でスーパーリーチ発生濃厚となる。この時にクラゲが合体したり魚群が合体すれば大当たり濃厚となる。また、クラゲが画面右側に消えた際の右側の色によって期待度が変化する。
ステップ3はスーパーリーチ発展時に画面タッチを促される、タッチするとクラゲまたは魚群が発生する。魚群が発生すれば期待度が高くなる。
ミニキャラステップアップ予告
ブラジルモード専用演出。背景がビーチの時に発生する。
画面下部にミニキャラが最大5人出現する演出。ミニキャラの衣装で期待度が変化する。ステップ3で5人になるとスーパーリーチ発展濃厚となる。
ウィンドウステップアップ予告
ブラジルモード専用演出。背景がヒルズの時に発生する。
画面にミニキャラが海で遊んでいる様子が映し出される演出。ステップ5まで存在する。
マンボウ予告
ブラジルモード専用演出。
リーチ成立時に画面右側からマンボウが出現する演出。マンボウの種類によって期待度が変化する。
カットイン予告
ブラジルモード専用演出。
スーパーリーチ発展時にカットインが発生する演出。カットインされたキャラクターによって期待度が変化する。

## 保留先読み予告
保留変化予告
保留アイコンが変化する予告。
シンプルモードでは、保留消化時にアイコンから泡や魚群が出現することがある。
海底遺跡モードでは、保留アイコンが分裂したり、中の小魚が動いたりすることがある。
ブラジルモードでは、保留アイコンに音符が出現することがある。
チャンス目前兆予告
チャンス目（同一図柄が非テンパイ形で液晶画面内に3つ停止）が停止する演出。停止すると効果音とエフェクトも発生し、連続するほど期待度が高くなる。3回連続で発生するとリーチ成立濃厚となる。
背景変化予告
シンプルモード及びブラジルモード専用演出。
変動開始時に背景が何かしらの変化が起こる演出。
シンプルモードでは、変動中の背景に日差しが射す等の変化が起きる。
ブラジルモードでは、変動開始時に背景が切り替わることがあり、切り替わる時に「ギンパラ」の文字がカットインされ、文字の色によって期待度が変化する。
背景キャラ通過予告
変動中にキャラクターが通過する演出。演出はモードによって異なる。
シンプルモードでは、変動中の背景に赤い魚や潜水艦が通過する。潜水艦の場合は大当たり濃厚となる。
海底遺跡モードでは、変動中の背景にアザラシ、ウミガメ、イルカ、ピンクイルカのいずれかが通過する。ピンクイルカの場合は大当たり濃厚となる。
ブラジルモードでは、変動中の背景に鳥が通過したり、空にハートが浮かび上がる。
サイレント疑似連
変動停止の際に、図柄の動きが止まらないまま次の変動に移行する演出。この演出が発生した際は保留が消化されない。
停止順変化予告
通常は上段、下段、中段の順番で図柄が停止するが、それ以外の順番で停止する演出。
変動順変化予告
変動開始時の図柄の変動方向と変動順が通常とは異なる演出。
コックピット予告
画面中央下部の役物に変化が起こる演出。モードによって演出が異なる。
シンプルモードでは、画面中央下部の真珠貝が揺れたり泡が大きくなる場合がある。貝が開けば大当たり濃厚となる。
海底遺跡モードでは、変動中にフグが出現し口から小魚を出して、小魚が画面中央下部のドームの中に入る。小魚の数が多いほど期待度が高くなる。また、探索中や猛探索中などの文字が映し出される場合もあり、文字の色によって期待度が変化する。
ブラジルモードでは、画面中央下部のカーテンが開き、おしくらマンボウ、スイカ割り、かき氷のいずれかの演出が起こる。おしくらマンボウは、マンボウ同士でおしくらまんじゅうをしており、勝利したマンボウがリーチ成立時に出現する。スイカ割りは、マリンが目隠しをしてスイカかメロンを割る演出。アイテムが2つ出現し、右側のアイテムを割れば期待度が高くなる。かき氷は、マリンがかき氷を食べる演出で、完食すれば期待度が高くなる。
ブランク図柄変化予告
変動停止時にブランク図柄が画面中央に集まりボタンができてプッシュを促される演出。ブランク図柄の数が多いほどボタンが完成する期待度が高くなる。
ウリンチャージ
変動中に画面下部にウリンが出現し電チューが開放する演出。ウリンがブブセラを吹けば期待度が高くなる。
カウンドダウン予告
変動中にマリンと数字が出現しカウンドダウンが始まる演出。カウンドダウン中はチャンス目が停止する。0になるとリーチが成立し魚群が発生する。マリンの代わりに6代目ミスマリンちゃんが出現すれば大当たり濃厚となる。
ギンギラ連続予告
中段にギンギラ図柄が停止する演出。2回連続で発生するとスーパーリーチ発生濃厚となり、羽根役物開放でカーニバルゾーンに突入する。図柄下部の電光掲示板に激アツと表示されると期待度が高くなる。
カーニバルゾーン
変動中に発生するチャンスゾーン。発生条件や演出はモードによって異なる。
シンプルモードでは、ギンギラ連続予告から突入する。画面右側にエフェクトが発生し、ボタン連打を促される。ボタンを連打するとエフェクトの色が変化することがあり、エフェクトの色によって期待度が変化する。
海底遺跡モードでは、チャンス目前兆予告またはギンギラ連続予告から突入する。三面体役物と羽根役物が可動し、画面上にマリンが出現する。マリンの仕草が通常と異なると、画面中央下部のドームの中の小魚が増えて期待度が高くなる。
ブラジルモードではダンサーが出現し、ダンサーの数が増えるほど期待度が高くなる。
図柄ロケットスタート
シンプルモード専用演出。
図柄が急発進するかのように変動を開始する演出。
フリーズ変動
シンプルモード専用演出。
図柄がフリーズしてから変動を開始する演出。
チャンス目タッチ予告
シンプルモード専用演出。
チャンス目前兆予告が発生した直後の変動で画面をタッチするとさまざまな演出が起こる。図柄ナビや発展先を示唆する演出が発生する。
アングル予告
海底遺跡モード専用演出。
変動中に画面のアングルが上、左、奥のいずれかに移動する演出。
左側に移動するとウニ、マンタ、宝箱のいずれかが出現する
上側に移動するとタツノオトシゴ、マンタ、マリンのいずれかが出現する。
奥に移動すると扉が出現し、ボタンプッシュを促される。ボタンを押すと扉が開き、泡、クラゲ、魚群のいずれかが出現する。
蝶姫予告
ブラジルモード専用演出。
変動中の画面下部に蝶姫が出現し、ボタンプッシュが促される演出。ボタンを押すとアイテムが出現し、アイテムによって期待度が変化する。
ボタン連続予告
ブラジルモード専用演出。
変動中に「Go Go PUSH」と書かれたアイコンが発生しボタンプッシュが促される演出。ボタンを押してエフェクトが発生すれば継続となる。継続するほど期待度が高くなる。
ボタンルーレット予告
ブラジルモード専用演出。
変動中にルーレットが始まる演出。ルーレットは4マスあり、ボタンを押すとルーレットが停止する。マスの絵柄は期待度を示している。
わさわさステップアップ予告
ギンギラRUSH専用演出。
変動中に画面左上、右上、中央にダンサーが出現する演出。ダンサーの数が多いほどリーチ成立の期待度が高くなる。

## チャンスボタン演出
ブレーキアクション
リーチ後から図柄停止までの間にボタンを押すと変動中の中段図柄が反応しブレーキアクションをする。中段図柄の目が大きくなると期待度がやや高くなる。炎目になると期待度がさらに高くなり、ハート目になると奇数図柄での大当たり濃厚となる。
奇数昇格演出
偶数図柄で大当たりをした瞬間にボタンを押すと、奇数昇格演出が発生する場合のみ6代目ミスマリンちゃんがカットインされる演出。大当たりラウンド中のBGMが条件を満たしていなくてもプレミアムソングが全曲開放となる。
図柄アクション予告
リーチが成立した際に画面をタッチすると図柄が動き、アイコンを表示させる演出。アイコンは星、エクスクラメーションマーク、音符、ハートの4種類があり、音符の場合はスーパーリーチ発展濃厚（ノーマルリーチに発展した場合は大当たりまたは半コマズレ）、ハートの場合は大当たり濃厚となる。
裏ボタン演出
マリンちゃんリーチが発生した際に画面をタッチすると、マリンがさまざまなアクションを行う演出。マリンが右手を振る、左手を振る、ダブルピースをするの3種類がある。左手を振った場合は期待度が高くなる。ダブルピースの場合は大当たり濃厚となる。

## リーチ演出
ノーマルリーチ
特に何も起こらないリーチ演出。期待度は低い。シングルリーチ及びダブルリーチのどちらからも発展する。通常時に半コマズレ停止をすると再始動が発生する可能性が高くなっている。ST中は期待度が高くなっており、大当たりまたは半コマズレのハズレとなる（半コマズレ停止でも再始動する場合がある）。
珊瑚礁リーチ
シンプルモード専用演出。
シングルリーチから発展し、画面下部から珊瑚礁が出現する演出。期待度は予告により変化する。
クリスタル珊瑚礁リーチ
海底遺跡モード専用演出。
シングルリーチから発展し、画面下部からクリスタルが刺さった珊瑚礁が出現する演出。
フルーツ盛りリーチ
ブラジルモード専用演出。
シングルリーチから発展し、画面下部からフルーツ盛りが出現する演出。フルーツの周囲に蝶が飛んでいると期待度が高くなる。
祭!フルーツ盛りリーチ
ブラジルモードのカーニバルゾーン突入時専用演出。
シングルリーチから発展し、画面下部からフルーツ盛りが出現する演出。
黒潮リーチ
シンプルモード専用演出。
シングルリーチから発展し、画面に黒潮が流れる演出。黒潮の中に海ガメやエイがいると期待度が高くなる。
クリスタル黒潮リーチ
海底遺跡モード専用演出。
シングルリーチから発展し、画面に黒潮がクリスタルとともに流れる演出。
イペーの花リーチ
ブラジルモード専用演出
シングルリーチから発展し、画面にイペーの花が出現する演出。通常よりも花や花弁が多ければ期待度が高くなる。
祭!イペーの花リーチ。
ブラジルモードのカーニバルゾーン突入時専用演出。
シングルリーチから発展し、画面にイペーの花が出現する演出。
マリンちゃんリーチ
ダブルリーチから発展し、画面上部からマリンが登場する演出。期待度は予告により変化する。
祭!マリンリーチ
ブラジルモードのカーニバルゾーン突入時専用演出。
サンバのコスチュームを着たマリンが踊りながら出現する演出。
サンバチャンス
7図柄でリーチがかかると発生する。マリン、ワリン、ウリンが出現し画面タッチを促される。タッチして当たると16ラウンド大当たりとなる。
ウリンチャレンジ
中段にカサゴ図柄が停止すると発生する。ウリンと三面体役物が出現し、三面体役物のリールが可動する演出。クジラッキーパネルが揃ったら大当たりとなる。リールの停止パターンによって期待度が変化する。
ノコギリザメリーチ
海底遺跡モード専用演出。
スーパーリーチ発展時にノコギリザメが出現する演出。ノコギリザメが子連れだと期待度が高くなる。ノコギリザメの額にVの文字があれば大当たり濃厚となる。
ワリンチャンス
海底遺跡モード専用演出。
画面内に同じ図柄が3つ停止すると発生する場合がある。ワリンが登場し、上下どちらかの図柄を移動させてリーチにする。ダブルリーチになった場合は原則魚群予告が発生する。
ワリンリーチ
ブラジルモード専用演出。
ワリンがサーフィンに乗って出現する演出。海面からイルカが出現すると期待度が高くなる。
祭!ワリンリーチ
ブラジルモードのカーニバルゾーン突入時専用演出。
サンバのコスチュームを着たワリンが踊りながら出現する演出。
打ち上げ花火リーチ
ST専用演出。
リーチ成立後に花火が発生し、ボタンプッシュが促される演出。ボタンプッシュが成功すればクジラッキーフラッシュが発生し、16ラウンド大当たり濃厚となる。花火の色によって期待度が変化する。
ジャンピングリーチ
アクアリウムモード専用演出。
リーチ成立時、マリンが三面体役物の回転するリールの上に出現し、ジャンプをしてクジラッキーパネルの停止を狙う演出。
リズミカルリーチ
アクアリウムモード専用演出。
リーチ成立時、マリンとワリンが三面体役物の回転するリールの上に出現し、ジャンプをしてクジラッキーパネルの停止を狙う演出。
一発お願いリーチ
アクアリウムモード専用演出。
リーチ成立時、マリンとワリンとウリンが三面体役物の回転するリールの上に出現し、ジャンプをしてクジラッキーパネルの停止を狙う演出。ボタンプッシュが促され、ボタンを押してクジラッキーパネルが停止すれば大当たりとなる。

## プレミアム演出
泡系プレミアム
泡予告に関するプレミアム演出。数種類存在する。
レインボー泡
レインボー色の泡が出現する演出。
ミスマリン泡
6代目ミスマリンちゃんが入った泡が出現する演出。
魚群系プレミアム
魚群予告に関するプレミアム演出。数種類存在する。
赤魚群
赤魚群（実際には赤色と紫色が混ざったような魚群）が出現する演出。後述のサム系プレミアムに発展する。
超魚群
魚群が途切れずに図柄が揃うまで出現し続ける演出。
逆魚群
画面左側から魚群が出現する演出。通常は画面右側から出現する。
スパイラル魚群
魚群がスパイラル状に流れる演出。
クマノミ魚群
紫色のクマノミのみで構成された魚群が出現する演出。
前面魚群
魚群が図柄の前面を流れる演出。通常は図柄の後ろを流れる。
回転魚群
魚群が回転する演出。
ぎっしり魚群
画面の背景が見えなくなるほどの魚群が出現する演出。
魚群&リーチ図柄
魚群の最後尾にリーチ図柄が1体出現する演出。
V字魚群
黄色の魚がV字になって出現する演出。
メガ魚群
巨大な魚の群れが出現する演出。
スロー魚群
魚群が通常よりも遅い動きで流れる演出。
ミニ魚群
小さな魚の群れが出現する演出。
ボタン群
ボタンアイコンの群れが出現する演出。
サム系プレミアム
各スーパーリーチ中にサムが出現すれば16ラウンド大当たりが濃厚となる。
マッスル珊瑚礁リーチ
海モード専用演出。
シングルリーチから発展する。珊瑚礁リーチが発生した際に、サムが画面下部から珊瑚礁を持ち上げて登場する。
ダイビングリーチ
シンプルモード及び海底遺跡モード専用演出。
シングルリーチから発展する。黒潮リーチが発生した際に、画面右側からサムが泳いで登場する。
マッスルクリスタル珊瑚礁リーチ
海底遺跡モード専用演出。
シングルリーチから発展する。クリスタル珊瑚礁リーチが発生した際に、サムが画面下部からクリスタル珊瑚礁を持ち上げて登場する。
マッスルフルーツ盛りリーチ
ブラジルモード専用演出。
シングルリーチから発展する。フルーツ盛りリーチが発生した際に、サムが画面下部からフルーツ盛りを持ち上げて登場する。
マッスルイペーの花リーチ
ブラジルモード専用演出。
シングルリーチから発展する。イペーの花リーチが発生した際に、画面右側からサムが登場する。
ポージングリーチ
ダブルリーチから発展し、マリンの代わりにサムが画面上部から登場する。
サムチャンス
海底遺跡モード専用演出。
同一図柄が非テンパイ形で液晶画面内に3つ停止すると発展する場合がある。通常はワリンチャンスに発展するが、ワリンの代わりにサムが登場する演出。
ボイスプレミアム
変動開始時などにマリン、ワリン、ウリン、サム、6代目ミスマリンちゃんのいずれかのボイスが流れる演出。
ミスマリンカットイン
リーチ成立直後に6代目ミスマリンちゃんがカットインされる演出。
オール同図柄プレミアム
変動停止時、上段・中段・下段それぞれに同じ図柄が3つずつ停止する演出。合計で9個出現する。
マリンチャレンジ
中段にカサゴ図柄が停止すると発生する。通常はウリンが出現するが、ウリンの代わりに6代目ミスマリンちゃんが出現し三面体役物のリールが可動する演出。クジラッキーパネルが揃ったら大当たりとなる。
オールキャストリーチ
リーチ成立後にクジラッキーフラッシュが発生して、マリン、ワリン、ウリンの3人が画面上に登場し、全回転リーチが発生する演出。

## 大当たりラウンド演出

### 大当たりラウンド突入前
ファイナルチャンス
図柄が揃った直後に突入する昇格演出。
ミラクルチャンス
ファイナルチャンスと同じく、図柄が揃った直後に突入する昇格演出。こちらは発生率が低く、発生した場合は期待度が高くなる。
ギンギラアタック
『CRAギンギラパラダイス 情熱カーニバル 強99バージョン』に搭載。
図柄が揃った直後に突入する昇格演出。図柄揃い直後にシャッターが閉まる演出が発生する。シャッターは金色、銀色、銅色の3種類があり、金色、銀色、銅色の順番で期待度が高い。シャッターが開くと4つのアイコンでのルーレットが開始され、選ばれたアイコンのラウンド数で大当たりラウンドが開始される。アイコンはREGULAR BONUS（4ラウンド）、BIG BONUS（8ラウンド）、SPECIAL GINGIRA BONUS（16ラウンド）の3種類がある。

## その他演出
再始動
リーチが外れた際に、中段図柄が再び動き出して大当たりになる演出。ダブルリーチで発生した場合は奇数図柄での大当たりとなる。
昇格スクロール
通常図柄で大当たりした直後に、図柄が高速に動き出して確変図柄に昇格する演出。
マリンちゃん2段階
マリンちゃんリーチで偶数図柄が揃った直後、マリンが掛け声とともに中段図柄をビンタして再始動が起き、もう片方のリーチ図柄である奇数図柄揃いの大当たりになる演出。
ロングリーチ
ノーマルリーチやスーパーリーチが止まらず長く変動し続ける演出。この演出が発生すると機種によってさまざまな演出に発展する。
法則崩れ
さまざまな予告で発生する。予告なしからスーパーリーチに発展する、魚群予告からノーマルリーチに発展する、大泡予告からスーパーリーチに発展するなどがあり、発生すると大当たり濃厚となる。

## クジラッキーフラッシュ
クジラッキーの形をした役物で盤面上部にあり、チャイム音と共に光る。主に一発告知としての機能を果たすが、大当たりラウンド中の演出にも使われている。ショートは図柄揃いの大当たり、ロングは奇数図柄揃いの大当たりとなる。三面体役物と同時に可動したら16ラウンド大当たりとなる。

## 大当たり・確変・時短

### マックスタイプ・ミドルタイプ
V-STタイプのロングST機となっており、ヘソ入賞時の大当たりと電チュー入賞時の大当たりで振り分けが異なる。
ヘソ入賞時に偶数図柄または7以外の奇数図柄で当たると、大当たりラウンドに移行する前にファイナルチャンスに突入する。16ラウンドまたは12ラウンド大当たりの場合は、4ラウンド目にギンギラRUSHチャレンジが発生する。その際にV入賞させれば大当たり終了後は100回のST（ギンギラRUSH）に突入する。V入賞しなければ100回の時短（ギンギラCHANCE）に突入する。11ラウンド大当たりの場合はラウンド途中に一発告知が発生する場合があり、発生すれば12ラウンドに昇格し、大当たり終了後は100回のST（ギンギラRUSH）に突入する。一発告知が発生しないまま終了すれば、100回の時短（ギンギラCHANCE）に突入する。
電チュー入賞時は16ラウンドまたは4ラウンド大当たりとなる。ヘソ入賞時と同じく大当たりラウンド中にV入賞入賞させれば大当たり終了後は100回のST（ギンギラRUSH）に突入し、V入賞しなければ100回の時短（ギンギラCHANCE）に突入する。

### 遊パチタイプ
V-STタイプのロングST機となっており、ヘソ入賞時の大当たりと電チュー入賞時の大当たりで振り分けが異なる。
ヘソ入賞時に偶数図柄または7以外の奇数図柄で当たると、大当たりラウンドに移行する前にギンギラアタックに突入する。16ラウンドまたは大当たりの場合は、4ラウンド目にギンギラRUSHチャレンジが発生する。その際にV入賞させれば大当たり終了後は50回のST（ギンギラRUSH）に突入する。V入賞しなければ100回の時短（ギンギラCHANCE）に突入する。8ラウンドまたは4ラウンド大当たりの場合は、大当たりラウンド終了後は50回の時短（ギンギラCHANCE）に突入する。
電チュー入賞時は全てのラウンドに50回のST（ギンギラRUSH）が付く。ヘソ入賞時と同じく大当たりラウンド中にV入賞入賞させれば大当たり終了後は50回のST（ギンギラRUSH）に突入し、V入賞しなければ50回の時短（ギンギラCHANCE）に突入する。

## プレミアムラウンド
マックスタイプでは16ラウンド大当たりで楽曲が開放される。遊パチタイプでは16ラウンドまたは8ラウンド大当たりで楽曲が開放する。
- マックスラウンド以外の大当たり：いつものラウンド
- 1回目：マリン&ワリン&ウリンが歌う「Go!Go! パラダイス 〜ラテンバージョン〜」
- 2回目：B.B.クィーンズが歌う「ギンギラパラダイス 〜Royal Straight Version〜」
- 3回目：マリン&サムが歌う「踊れ!セニョール!!セニョリータ!!!」
- 4回目：ミスマリ（6代目ミスマリンちゃん）が歌う「ギンギラミラーボール」
- 5回目：マリン&ワリンが歌う「VIVA!情熱カーニバル」
- 6回目：ミスマリ（6代目ミスマリンちゃん）が歌う「みんなのサンバ 〜WHOLE WORLD HAPPY〜」
- 7回目：マリンが歌う「〜夏〜 ドキドキ☆サマードライブ」
- 8回目：マリンが歌う「トコナツ☆バケーション」
- 9回目：ウリンが歌う「キラキラ☆彡ハッピー」
- 10回目：マリンが歌う「マワルアイランド」

## スペック
| 特賞種別             | 特賞種別             | デジパチ                                                                  | デジパチ                                                                  | デジパチ                                                              |                         |                         |
| 大当たり確率         | 通常時               | 1/399                                                                     | 1/259                                                                     | 1/99.9                                                                |                         |                         |
| 大当たり確率         | 高確率時             | 1/67                                                                      | 1/72                                                                      | 1/31.5                                                                |                         |                         |
| タイプ               | タイプ               | マックス                                                                  | ミドル                                                                    | 遊パチ                                                                |                         |                         |
| 賞球数               | 賞球数               | 3 & 3 & 10 & 15 & 15                                                      | 1 & 2 & 10 & 13 & 13                                                      | 1 & 2 & 10 & 12 & 12                                                  |                         |                         |
| ラウンド・カウント数 | ラウンド・カウント数 | 16R or 12R or 11R or 4R・10C                                              | 16R or 12R or 11R or 4R・9C                                               | 16R or 8R or 4R・6C                                                   |                         |                         |
| 大当たりシステム     | 大当たりシステム     | ロングST                                                                  | ロングST                                                                  | ロングST                                                              |                         |                         |
| 確変突入率           | 上始動口             | 56/100（56%）                                                             | 56/100（56%）                                                             | 8/100（8%）                                                           |                         |                         |
| 確変突入率           | 下始動口             | 100/100（100%）                                                           | 100/100（100%）                                                           | 100/100（100%）                                                       |                         |                         |
| 大当たりの内訳       | 上始動口             | 16R確変（ST100回）：10% 12R確変（ST100回）：46% 11R通常（時短100回）：44% | 16R確変（ST100回）：10% 12R確変（ST100回）：46% 11R通常（時短100回）：44% | 16R確変（ST50回）：8% 8R通常（時短50回）：53% 4R通常（時短50回）：39% |                         |                         |
| 大当たりの内訳       | 下始動口             | 16R確変（ST100回）：70% 4R確変（ST100回）：30%                            | 16R確変（ST100回）：70% 4R確変（ST100回）：30%                            | 16R確変（ST50回）：20% 8R確変（ST50回）：40% 4R確変（ST50回）：40%    |                         |                         |
| 大当たり出玉         | 大当たり出玉         | 16R：2240個 12R：1680個 11R：1540個 4R：560個                             | 16R：1720個 12R：1290個 11R：1180個 4R：430個                             | 16R：1000個 8R：520個 4R：260個                                       |                         |                         |
| リミット             | リミット             | なし                                                                      | なし                                                                      | なし                                                                  |                         |                         |
| 電サポ               | 確変                 | 確変大当たり終了後ST100回                                                 | 確変大当たり終了後ST100回                                                 | 大当たり終了後ST50回                                                  |                         |                         |
| 電サポ               | 時短                 | 通常大当たり終了後100回                                                   | 通常大当たり終了後100回                                                   | 通常大当たり終了後50回                                                |                         |                         |
| 保留の数             | 保留の数             | 上始動口4個+下始動口4個                                                   | 上始動口4個+下始動口4個                                                   | 上始動口4個+下始動口4個                                               | 上始動口4個+下始動口4個 | 上始動口4個+下始動口4個 |
| 保留の優先消化       | 保留の優先消化       | 下始動口優先                                                              | 下始動口優先                                                              | 下始動口優先                                                          | 下始動口優先            | 下始動口優先            |